# 霍季伊夫卡 (謝苗諾夫卡區)
52°14′11″N 32°30′22″E / 52.23639°N 32.50611°E
霍季伊夫卡（烏克蘭語：Хотіївка），是烏克蘭北部的村莊，隸屬切爾尼希夫州的諾夫霍羅德-錫韋爾斯基區。該村始建於1700年，面積1.88平方公里，海拔高度149米，2001年人口462，人口密度每平方公里245.7人。